# Multimedia-Framework
Ein Multimedia-Framework ist ein Software-Framework, das elektronische Medien auf einem Computer bzw. in einem Netzwerk verarbeitet. Ein gutes Multimedia-Framework bietet eine intuitive Programmierschnittstelle und einen modularen Aufbau, um die Einbindung neuer Codecs oder Containerformate zu erleichtern.
Es ist dafür ausgelegt, in Anwendungen wie Mediaplayern und Videoeditoren verwendet zu werden.
Multimedia Frameworks sind für verschiedene Betriebssysteme verfügbar:
Linux oder plattformunabhängig:
- Helix DNA
- FFmpeg
- GStreamer
- Media Application Server (MAS)[1]
- MLT
- Network-Integrated Multimedia Middleware (NMM)[2]
- xine

Microsoft Windows:
- Audio Compression Manager (ACM)
- DirectShow
- DirectX Media Objects (DMOs)
- Media Foundation (ab Windows Vista)
- QuickTime
- Video for Windows (VfW)
- Windows Media
- Mobile Interactive Content Design Tool[3]
- Web Multimedia Authoring Tool[4]

Apple Mac OS:
- QuickTime

Symbian:
- MMF[5]

Plattformunabhängig:
- Java Media Framework (JMF)